# NGC 6955
NGC 6955 é uma galáxia espiral (Sbc) localizada na direcção da constelação de Delphinus. Possui uma declinação de +02° 35' 43" e uma ascensão recta de 20 horas, 44 minutos e 17,9 segundos.
A galáxia NGC 6955 foi descoberta em 28 de Junho de 1863 por Albert Marth.